# Теофил Бейков
Теофил Бейков учил в родното си село, може би в Калугеровския манастир, а след това в Копривщица. През 1844 г. станал учител в Калугерово, където учителствал цели 16 години. След това се заловил с търговия и кръчмарство, и се издигнал като един от най-видните и уважавани хора в селото.
Не е ясно точно при какви обстоятелства е бил посветен в революционното дело, но се знае, че това е станало лично от Левски, заедно с неговия приятел – игумена на манастира „Свети Никола“ отец Кирил Слепов. В началото на март 1876 г. в този манастир се събират представители на близките села и след пламенна реч на Бенковски отец Кирил заклева присъстващите. Във всяко едно от околните селата е създаден революционен комитет. От Калугерово Бенковски заминава за с. Ветрен, където е посрещнат от Теофил Бейков, пристигнал там по-рано.
Бил избран за представител на Калугерово на Оборище, където подкрепил безрезервно Бенковски при разискванията за даване пълномощия на апостолите. След обявяване на въстанието Бейков заминал начело на калугеровци за връх Еледжик. Тук заедно с Гено Телийски организират и ръководят отбраната на лагера.
След разгрома на въстаниците е заловен и откаран в Татарпазарджишкия, а след това в Пловдивския затвор. По разказа на Константин Величков е обесен на ъгъла на една къща срещу църквата „Света Богородица“ в Пазарджик.